# Alan Gagloev
Alan Ėduardovič Gagloev (in osseto e russo Алан Эдуардович Гаглоев?) o Alan Gagloev (in  georgiano ალან გაგლოეზ?; Tskhinvali, 6 febbraio 1981) è un politico georgiano, Presidente dell'Ossezia del Sud dal 24 maggio 2022.

## Biografia
Si è laureato presso l'Università Statale dell'Ossezia del Sud nel 2002 e successivamente è stato assunto dal Ministero dello Sviluppo Economico dell'Ossezia del Sud come capo specialista del dipartimento per il sostegno alle piccole e medie imprese.
Ha combattuto nella guerra russo-georgiana nel 2008. Durante il conflitto, la famiglia di Gagloev "ha subito pesanti perdite".
Nel 2017 si è candidato senza successo alle elezioni per la presidenza dell'Ossezia del Sud, perdendo contro Anatolij Bibilov. Dopo la sconfitta, ha annunciato la creazione del suo partito politico, l'Unione Alaniana nel settembre 2017. Tuttavia, nel maggio 2018, il ministero della Giustizia dell'Ossezia meridionale ha rifiutato di registrare il partito. Nel gennaio 2019, l'Unione Alaniana e un altro partito, "Nuova Ossezia", si sono fusi con nel partito Nykhaz. Gagloev è stato eletto presidente di Nykhaz nel febbraio 2020.
Gagloev si è candidato alla presidenza una seconda volta nelle elezioni del 2022. Il 10 aprile 2022 ha vinto il primo turno con il 36,9% dei voti, superando il presidente in carica Bibilov. Prima del ballottaggio, Gagloev ha ricevuto l'appoggio dei tre candidati eliminati al primo turno, Alexandr Pliyev, Garri Muldarov e Dmitry Tasoyev. Bibilov era supportato da Russia Unita, il partito al governo della Russia.
Gagloev ha sconfitto Bibilov al ballottaggio con il 56,08% dei voti l'8 maggio 2022.
Dopo la sua elezione, ha prestato giuramento come nuovo presidente il 24 maggio 2022. A livello nazionale, Gagloev ha affermato che il problema principale della sua presidenza sarà adottare misure per migliorare l'economia.
Gagloev è stato visto dagli osservatori come meno propenso a tenere un referendum per aderire alla Russia, affermando che la Russia era "ancora impegnata con altre questioni", in riferimento all'invasione russa dell'Ucraina del 2022. Il portavoce del Cremlino Dmitry Peskov ha inoltre dichiarato il 24 maggio che per quanto riguarda il referendum, "non sono state prese o pianificate misure da parte russa connesse a questo". Il 30 maggio 2022, ha sospeso il referendum indetto dal suo predecessore Bibilov fino al completamento delle consultazioni con la Russia.
Il 12 agosto 2022, Gagloev ha licenziato il ministro della Difesa Vladimir Pukhaev a causa di un incidente avvenuto il 23 luglio 2022, che ha coinvolto militari mascherati che, agli ordini del ministro della Difesa, hanno aggredito civili in varie località della regione. Il presidente osseto avrebbe affermato la sua "suprema autorità" sulle forze armate dopo questi eventi. Questo dopo che il suo predecessore aveva permesso a parti dell'esercito dell'Ossezia meridionale di essere sotto l'autorità dell'esercito russo, così come una grande diserzione da parte degli osseti del sud nell'invasione russa dell'Ucraina del 2022.
Mentre era ancora in campagna elettorale, Gagloev ha visitato la municipalità di Akhalgori, che ha una consistente popolazione di etnia georgiana, e ha sollecitato il sostegno per consentire ai residenti di viaggiare in Georgia più liberamente. Ciò in precedenza non era stato possibile senza documentazione medica ed è stato ulteriormente complicato dalla pandemia di COVID-19. Dopo aver assunto l'incarico, Gagloev ha ricevuto critiche dal conduttore di notizie russo Sergey Karnaukhov per aver respinto il referendum per aderire alla Russia e per aver sostenuto viaggi più facili in Georgia, accusandolo di essere una risorsa americana e georgiana. I governi della Georgia e dell'Ossezia meridionale hanno negato queste affermazioni. A partire dall'agosto 2022, l'Ossezia del Sud ha annunciato che avrebbe aperto posti di blocco con la Georgia dal 20 al 30 di ogni mese.